# Вулиця Григорія Голоскевича
Ву́лиця Григорія Голоскевича — вулиця в Голосіївському районі міста Києва, місцевість Віта-Литовська. Пролягає від Дніпровського шосе до вулиці Олега Рябова.

## Історія
Вулиця виникла у 2010-х роках під проектною назвою Проектна 13042. Сучасна назва на честь мовознавця, громадського діяча Григорія Голоскевича — з 2017 року.